# Yuduo (köpinghuvudort i Kina, Jiangsu Sheng, lat 32,64, long 120,01)
Yuduo är en köpinghuvudort i Kina. Den ligger i provinsen Jiangsu, i den östra delen av landet, omkring 130 kilometer nordost om provinshuvudstaden Nanjing. Antalet invånare är 39 429. Befolkningen består av 19 948 kvinnor och 19 481 män. Barn under 15 år utgör 10,0 %, vuxna 15-64 år 70 %, och äldre över 65 år 19,0 %.
Runt Yuduo är det tätbefolkat, med 659 invånare per kvadratkilometer. Närmaste större samhälle är Taizhou, 19,3 km sydväst om Yuduo. Trakten runt Yuduo består till största delen av jordbruksmark.
Genomsnittlig årsnederbörd är 1 148 millimeter. Den regnigaste månaden är juli, med i genomsnitt 241 mm nederbörd, och den torraste är januari, med 30 mm nederbörd.